# Chiriakhana
Chiriakhana (Bengalisch: চিড়িয়াখানা, Ciṛiẏākhānā; übersetzt: Der Zoo) ist ein indischer Spielfilm von Satyajit Ray aus dem Jahr 1967. Er entstand nach dem gleichnamigen Roman von Sharadindu Bandyopadhyay.

## Handlung
Der Detektiv Byomkesh Bakshi und sein Gehilfe Ajit Chakraborty erhalten Besuch von einem Klienten – Nishanath Sen, ein ehemaliger Richter. Dieser führt eine von ihm gegründete Farmsiedlung außerhalb Kolkatas, auf der er gesellschaftlich Ausgestoßene untergebracht hat. Damit will er sein Gewissen bereinigen, da er früher mehrere Todesurteile verhängt hat.
Sen möchte, dass Bakshi für ihn Details über einen Film mit einem bestimmten Liebeslied, das er auf seiner Farm gehört hat, in Erfahrung bringt. Bakshi erfährt von Ramen Mullick – einer „lebenden Enzyklopädie“ – über den Film und einen mit diesem im Zusammenhang stehenden Mord. Er erfährt, dass die Hauptdarstellerin und Sängerin des Liedes nur in diesem einen Film vor acht Jahren auftrat und danach verschwand.
Byomkesh und Ajit besuchen die Farm in Verkleidung und werden von Sen herumgeführt. Ajit, in Akzent und Verhalten einen Japaner mimend, macht dabei Fotoaufnahmen von allen Bewohnern. Abends ruft Sen Bakshi an und wird während des Telefongesprächs ermordet. Die Polizei ruft am nächsten Morgen zur Aufklärung des Falls Byomkesh Bakshi zu Hilfe. Bakshi beginnt seine Ermittlung mit einer Befragung aller Bewohner. Nach einer Vorführung des Films bei Ramen Mullick muss er feststellen, dass keine der Frauen Ähnlichkeit mit der gesuchten Schauspielerin hat. Bei den Ermittlungen kommt auch zutage, dass Sens Frau Damayanti eigentlich noch mit einem Sikh namens Lal Singh verheiratet ist, den Sen zum Tode verurteilt hatte, dessen Urteil jedoch kassiert wurde.
Am späten Abend geschieht ein zweiter Mord an dem Taubstummen Panugopal, der Zeuge der ersten Tat war und gerade eine Aussage niederschrieb. Die Polizei hält Lal Singh für verdächtig, da er ein Motiv für beide Morde hätte, doch Bakshi glaubt nicht an ihn als Täter. Am nächsten Tag verhört er erneut alle Bewohner und nimmt deren Aussagen heimlich auf. Bei der Auswertung stößt er auf die Aussage einer der Frauen (Banalakshmi), sie sei aus einem Dorf aus Hugli. Sie verwendete jedoch ein Wort aus einem ostbengalischen Dialekt, was Bakshi auf die richtige Spur bringt. Er observiert ihren Liebhaber, den vorgeblich Sitar spielenden Dr. Das und entdeckt, dass diesem ein Bordell in der Stadt gehört.
Byomkesh Bakshi lässt alle Bewohner der Farmsiedlung zusammenkommen und entlarvt Das als den Mörder. Er spielt das Lied aus dem Film vor und Banalakshmi beschuldigt daraufhin Das, sie in die Prostitution geholt und den Mord nach dem Film begangen zu haben. Das gesteht, dass er regelmäßig Abtreibungen vornimmt und sie seine erste war. Ihr Gesicht hat er nach dem Film mit plastischer Chirurgie verändert.
Das wird von der Polizei abgeführt. Bakshi erzählt seinen Gehilfen, dass er den Fall nur hat lösen können, da er absolut niemandem traute ... außer seiner als Haustier gehaltenen Schlange.

## Hintergrund
Chiriakhana ist Rays erster Detektivfilm. Wie bereits zuvor bei Abhijan übernahm Ray hier als Hauptregisseur ein Projekt seiner Regieassistenten und hatte damit keinen Einfluss auf die Auswahl der Geschichte und der Darsteller. Das Szenenbild des Films schuf Bansi Chandragupta.
In einem Interview beschrieb Satyajit Ray Chiriakhana als einen für ihn unbefriedigenden Film: „Chiriakhana ist eine Whodunit-Story und Whodunits ergeben einfach keine guten Filme. Ich bevorzuge die Thriller-Form, in der man den Täter mehr oder weniger von Anfang an kennt. Whodunits haben immer dieses Ritual einer Auflösungsszene, in der der Detektiv lang und breit erzählt wie alles geschah und wie er auf die Schlüsse kam, die ihn letztendlich zum Täter führten. Das ist eine Form, die mich nicht so sehr interessiert“. Folglich gehört dieser Film auch zu jenen, die außerhalb Bengalens wenig bekannt sind.
Sharadindu Bandyopadhyay schrieb neben der diesem Film zugrunde liegenden Detektivgeschichte im Sherlock-Holmes-Stil eine ganze Reihe von Geschichten um den Detektiv „Byomkesh Bakshi“.

## Auszeichnungen
- National Film Awards 1968
  - Beste Regie – Satyajit Ray
  - Bester Hauptdarsteller – Uttam Kumar
- Beste Regie, West Bengal Government, 1968